# Impatiens hancockii
Impatiens hancockii là một loài thực vật có hoa trong họ Bóng nước. Loài này được C.H. Wright mô tả khoa học đầu tiên năm 1896.